# Vinterträdgård
En vinterträdgård är en trädgård belägen inomhus och som därför kan ha blommande växter även på vintern. Växterna är ofta planterade i krukor och flyttas ibland ut under sommaren. Vinterträdgårdar medger odling av sådana perenna växter som annars inte skulle klara sig genom vintern.

## Kända vinterträdgårdar
- Vinterträdgården, Tölöviken, Helsingfors
- Vinterträdgården, Grand Hôtel Royal, Stockholm